# Derfflinger (Adelsgeschlecht)

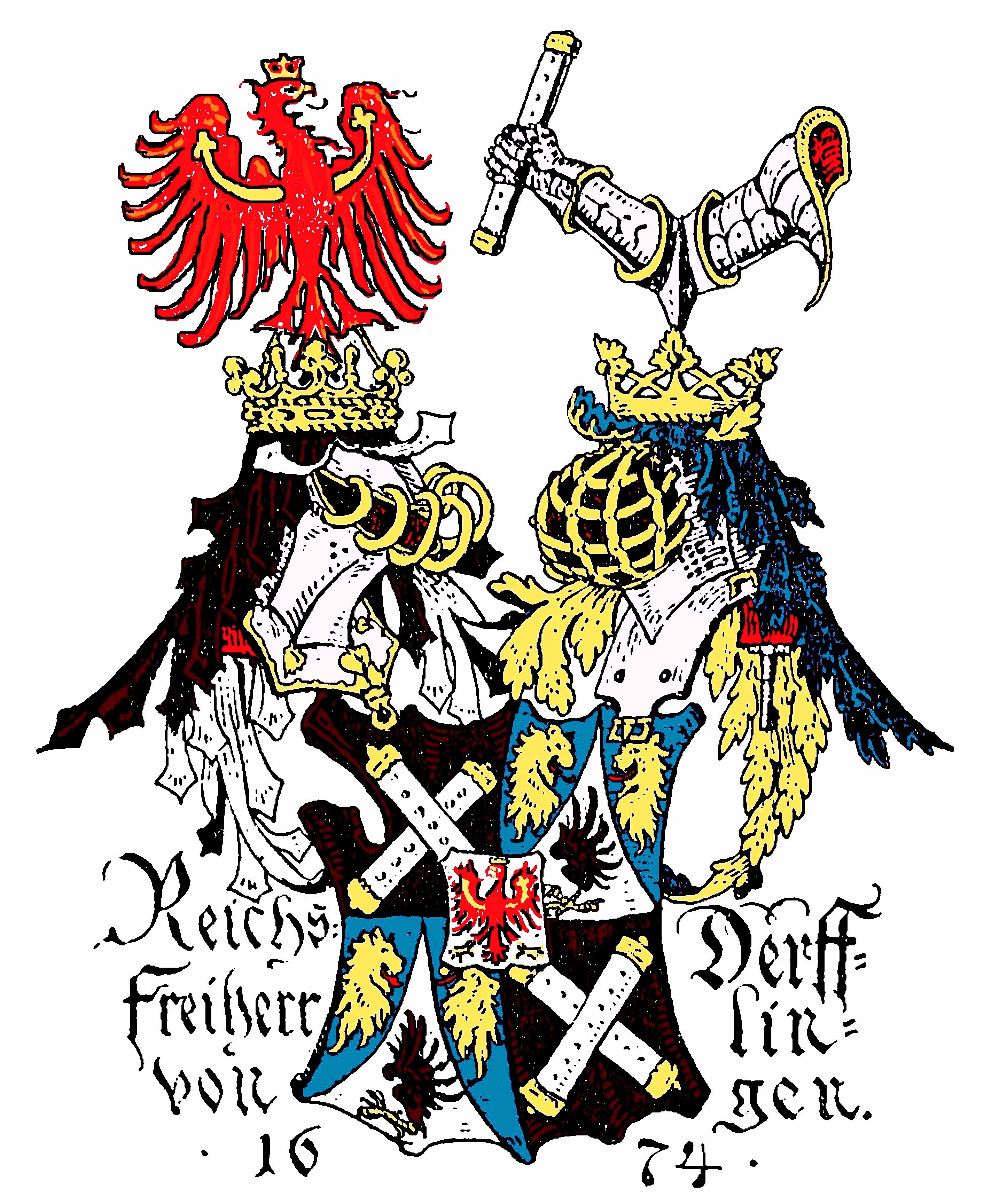
Wappen der Derfflinger

Derfflinger, auch Dörflinger, ist der Name eines erloschenen freiherrlichen Adelsgeschlechts.
Die Derfflinger (früher: Dörffling) waren ursprünglich ein begütertes Bauerngeschlecht, das den Hof zu Allhaming in Oberösterreich besaß. Georg von Derfflingers Großvater Hans Dörffling war 1577 Bauer und Besitzer des Kamptnergutes am Hundsfußberg zwischen Sipbach und Krems. Dessen Sohn Hans Georg Dörffling war Weinschenk im nahegelegenen Neuhofen an der Krems und gehörte der protestantischen Konfession an. 1624 wanderte er mit seiner Familie wegen der Gegenreformation aus Österreich aus, möglicherweise exilierte er nach Böhmen. Seine Tochter Regina Dörffling war seit 1617 mit dem Theologen Christoph Crinesius verheiratet. Sein Sohn Georg Dörffling/Derfflinger (* 1606; † 1695), der 1624 ebenfalls bereits aus dem Elternhaus war, wurde am 10. März 1674 in Anerkennung seiner militärischen Dienste auf Betreiben des markbrandenburgischen Großen Kurfürsten in den Reichsfreiherrenstand gehoben. Am 26. Juni 1674 erfolgte die brandenburgische Anerkennung des Diploms. Sein älterer Sohn, Friedrich von Derfflinger (* 1663; † 1724), verstarb jedoch ohne Kinder zu hinterlassen, nachdem bereits der jüngere Sohn Carl von Derfflinger († 1686) als Freiwilliger für Brandenburg im Türkenkrieg gefallen war. Damit fand die Familie bereits in der zweiten Generation ihren Ausgang. Sie brachte zwei Generäle hervor, die in ihrem Wirken historische Tragweite erlangten.
Die Familie ist nicht mit den Dorfinger zu verwechseln, wie insbesondere beim Wappen häufig geschehen, es besteht außer der Namensähnlichkeit keinerlei Bezug zwischen beiden Geschlechtern.

## Besitz
Klessin, Gusow, Hermersdorf, Platkow und Wulkow bei Lebus, Kerkow und Schildberg bei Soldin, Theeren bei Königsberg in der Mark Brandenburg; Wildenbruch bei Pyritz in Pommern; Quittainen und Samrodt bei Mohrungen in Preußen

## Wappen

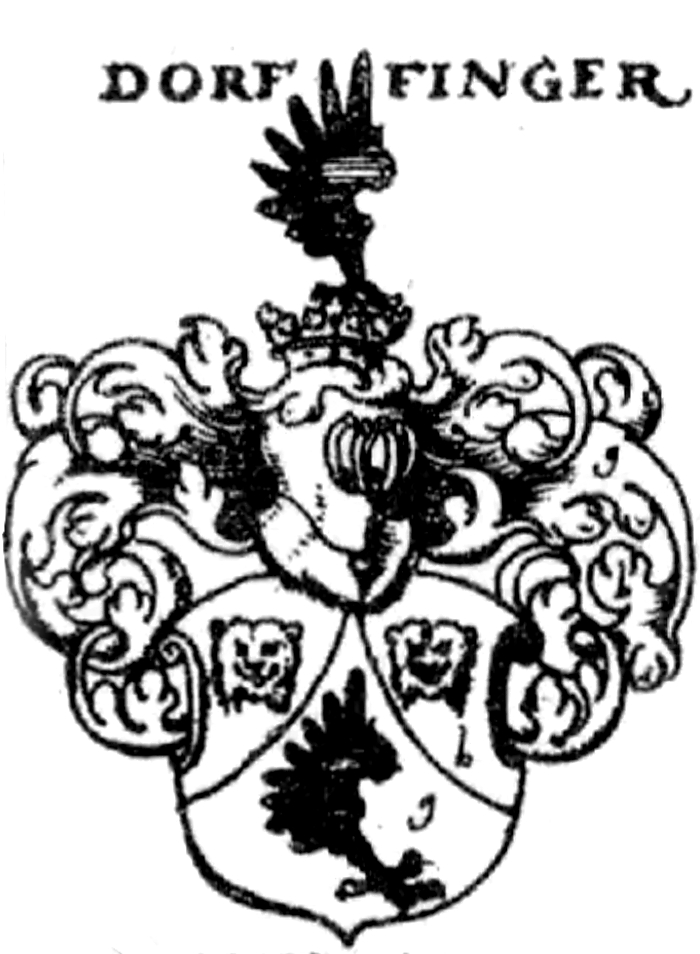
Wappen der schlesischen Dorffinger im Siebmacher 1697

Der Schild geviert mit silbernem Herzschild, darin ein roter gekrönter Adler mit goldenen Kleestängeln (brandenburgischer Adler), 1 und 4 in Schwarz zwei gekreuzte, golden beschlagene silberne Marschallstäbe, 2 und 3 in Blau eine aufsteigende, eingebogene silberne Spitze, darin ein schwarz geflügelter, golden bewehrter Greifenfuß, oben begleitet von zwei goldenen Löwenköpfen. Zwei Helme: der rechte mit schwarz-silbernen Decken trägt den Adler wie im Herzschild, der linke mit blau-goldenen Decken trägt einen geharnischten Arm, mit dem Ellenbogen aufgestützt, in der Faust einen Marschallstab wie im Schild haltend.
Die Felder 2 und 3 entsprechen im Wesentlichen dem Wappen des alten, schon früher ausgestorbenen schlesischen Adelsgeschlechts der Dorfinger. Dieses hatten mit Adelsbrief vom 3. Juni 1561 die Brüder Peter Salomon, Johann Michael und Andreas Dorfinger erhalten.

## Angehörige
- Freiherr Georg von Derfflinger * 4. März 1606; † 4. Februar 1695, kurfürstlich-brandenburgischer Generalfeldmarschall und Statthalter von Pommern

⚭ 26. Januar 1646 Margarete Tugendreich von Schapelow * 1623; † 1661
- Freiin Beate Luise von Derfflinger * 3. Oktober 1647; 15. August 1715

⚭ 3. Mai 1677 Kurt Hildebrand von der Marwitz * 14. Dezember 1641; † 2. Juli 1701, preußischer Generalleutnant
- Luise Freiin von Derfflinger † 23. Dezember 1704

⚭ 11. Februar 1694 Joachim Balthasar von Dewitz * 25. Februar 1636; † 9. April 1699, preußischer Generalleutnant
- Charlotte Freiin von Derfflinger * 1651; † nach 1690

⚭ 8. Mai 1683 Johann Anton von Zieten * 12. Juli 1640; † 20. April 1690, preußischer Generalmajor und Gouverneur von Minden
- Ämilia Freiin von Derfflinger * 1658; † 26. April 1727

⚭ Hans Otto von der Marwitz * 1653; † 5. Mai 1703, preußischer Oberst
- Freiin Dorothea von Derfflinger * 1659/1661; † nach 1695

⚭ 1662 Barbara Rosina von Beeren 1626; † 1665
- Freiherr Friedrich von Derfflinger * 1. April 1663; † 29. Januar 1724, preußischer Generalleutnant

⚭ 27. Juni 1695 Ursula Johanna von Osterhausen * 1669; † 23. März 1740
- Freiherr Carl von Derfflinger; † 25. Juni 1686 vor Budapest